# Đường cao tốc S8 (Ba Lan)

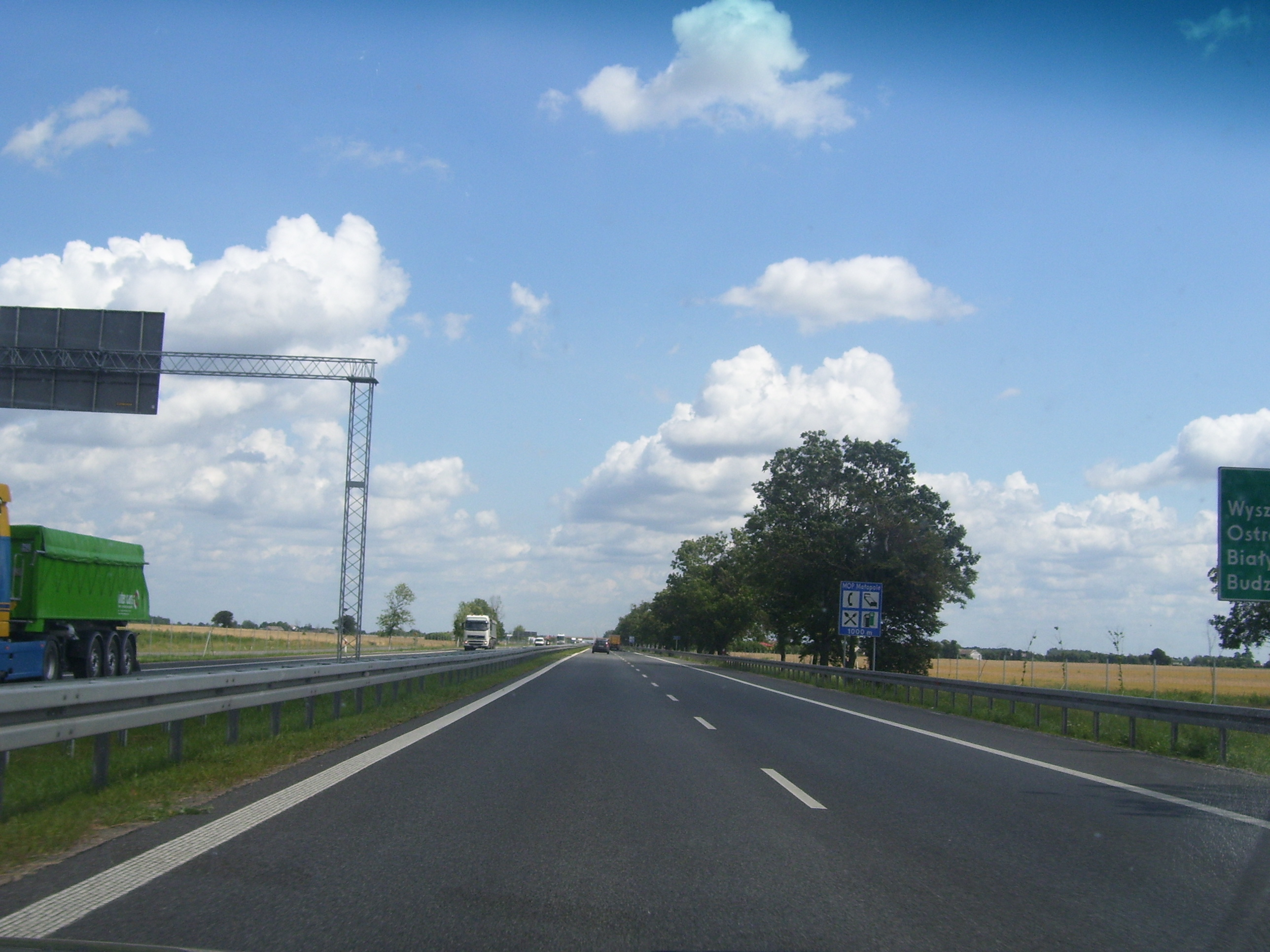
Đường cao tốc S8 giữa Radzymin và Wyszków

Đường cao tốc S8 (tiếng Ba Lan Droga ekspresowa S8) là con đường lớn ở Ba Lan mà khi hoàn thành, sẽ chạy dọc theo tuyến đường Wrocław - Łódź - Warsaw - Białystok. Toàn bộ con đường được lên kế hoạch là dài khoảng 565 km (351 mi). Ban đầu, con đường sẽ tiếp tục kéo dài đến biên giới với Litva, nhưng vào năm 2009, các kế hoạch đã được thay đổi và hiện tại, đường S61 sẽ rẽ nhánh S8 và đi đến biên giới. Đoạn đường S8 từ Warsaw đến đường S61 đã được lên kế hoạch để trở thành một phần của tuyến đường Via Baltica.
Việc nâng cấp con đường này là một phần trong kế hoạch của châu Âu nhằm tài trợ cho các tuyến đường cao tốc ở Ba Lan .

## Lịch sử xây dựng
Vào tháng 12 năm 2017, 530.0 km của đường cao tốc đã được hoàn thành. Điều này có nghĩa là đường S8 chạy gần như liên tục từ Kobierzyce đến Białystok (bao gồm cả một đoạn được đánh dấu là A8)

## Đường S8 tại Warsaw

Tuyến đường S8 tại Warsaw

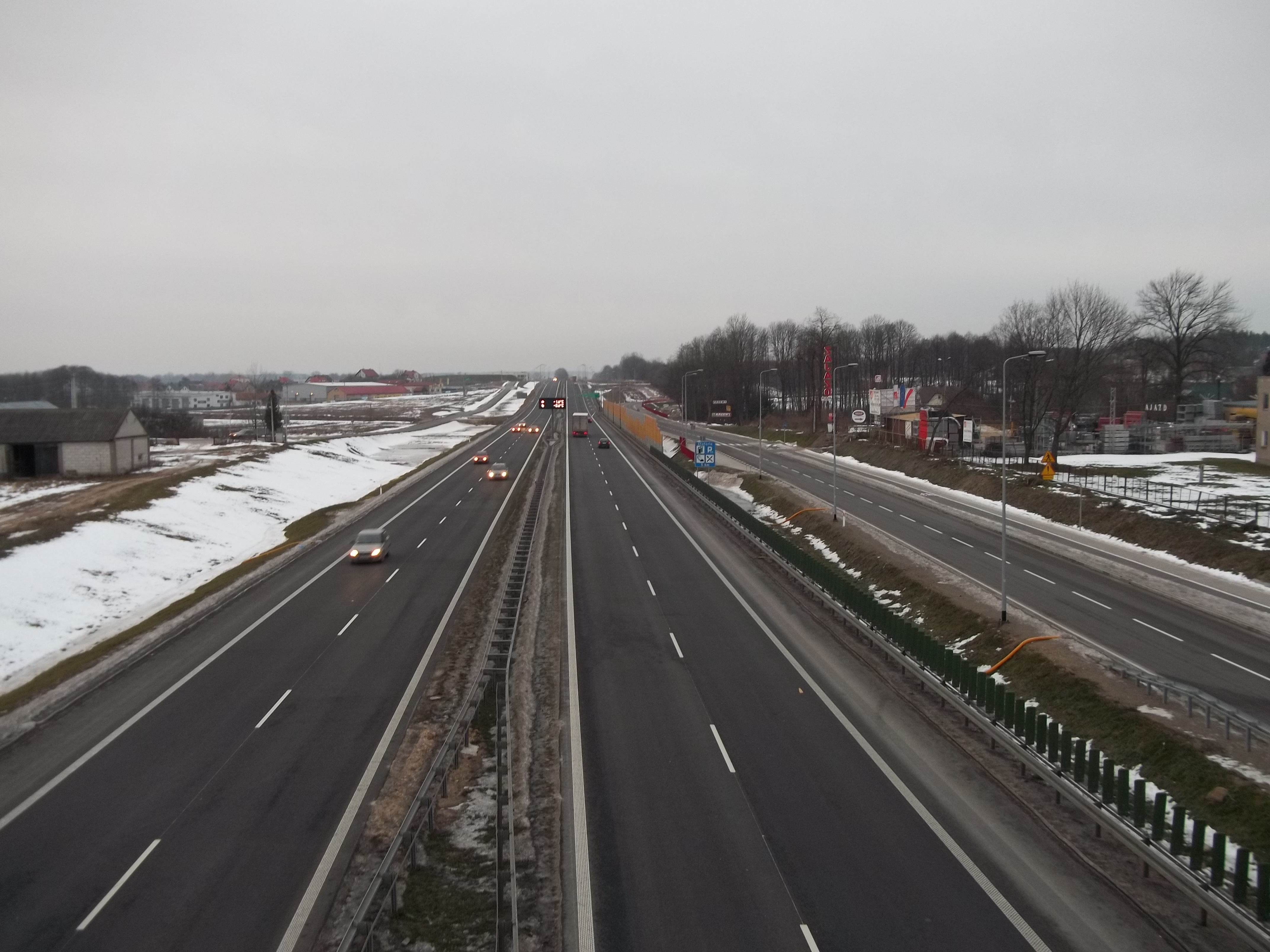
Đường cao tốc S8 ở Choroszcz

Đường S8 sẽ chạy qua Warsaw và là một phần của mạng lưới những con đường tránh. Tính đến năm 2012, hai phần đã được hoàn thành ở Warsaw. 10.1 km đoạn đường đầu tiên chạy từ Konotopa (ngã ba với A2) tới phố Powązkowska. Việc xây dựng bắt đầu vào năm 2008 và đã hoàn thành vào tháng 12 năm 2010 . Phần đường thứ hai chạy từ Modlińska đến Marki dài 7.1 km. Việc xây dựng đoạn đường này bắt đầu vào năm 2008 và nó đã hoàn thành vào tháng 6 năm 2012. Vào tháng 12 năm 2017, phần này của đường S8 đã được thông với đường tránh Marki và kết nối với đường S8 hiện tại ở Radzymin.
Hợp đồng xây dựng phần đường ở ngay phía nam Warsaw đã được ký vào tháng 4 năm 2013, với kế hoạch hoàn thành trong 32 tháng. Hợp đồng này liên quan đến việc xây dựng 11,5 km đường cao tốc giữa các nút giao Opacz (S2) và Janki. Một phần của đường cao tốc đã mở cửa cho giao thông vào tháng 7 năm 2015
Hợp đồng xây dựng lại 5 km đường giữa giao lộ Powzkowska và Modlińska, bao gồm cây cầu bắc qua sông Vistula, được ký kết vào ngày 28 tháng 7 năm 2013, với kế hoạch hoàn thành vào tháng 10 năm 2015.